# Neptune City
Neptune City è un comune (borough) degli Stati Uniti d'America nella contea di Monmouth nel New Jersey. Al censimento del 2000 contava 5 218 abitanti.
Da non confondersi con la contigua township di Neptune.

## Geografia fisica
Secondo lo United States Census Bureau (Ufficio del Censimento degli Stati Uniti), la città comprende un'area totale di 2,40 km².

## Storia
Il borough (comune) di Neptune City si è formato il 4 ottobre 1881, in seguito ad un referendum tenutosi il 19 marzo 1881. I confini comprendevano tutto ciò che ora si chiama Avon-by-the-Sea, la parte meridionale di Bradley Beach e l'attuale zona conosciuta come Neptune City. Il 23 marzo 1900, una legge approvata dalla New Jersey Legislature creò il borough di Avon-by-the-Sea. Sette anni dopo, il 13 marzo 1907, la parte est di Neptune City fu annessa al borough di Bradley Beach.
Il primo municipio fu costruito nel 1902 nell'angolo nord-occidentale di Evergreen Avenue e di Railroad Avenue (oggi Memorial Drive). Il 28 gennaio 1907, la zona orientale di Neptune City fu annessa al comune di Bradley Beach.

## Società

### Evoluzione demografica
Secondo il censimento del 2000, c'erano 5 218 persone residenti nel comune.
La densità della popolazione era di 2 213,9 abitanti per chilometro quadrato. C'erano 2 342 abitazioni per una densità media di 993,7/km².
La composizione etnica della città era di 83,38% di bianchi, 9,52% di afroamericani, 0,23% di nativi americani, 2,72% di asiatici, 2.11% di altre razze, e 2,03% di due o più razze. Ispanici e Latini rappresentavano il 5,31% della popolazione.
C'erano 2 221 nuclei famigliari dei quali il 25,5% avevano figli di età inferiore ai 18 anni che vivevano con loro, il 42% erano coppie sposate che vivevano insieme, il 13,5% era composto da donne con marito assente e il 40,1% erano non-famiglie. Il 33,5% delle famiglie era composto da singoli individui, e l'11,7% aveva qualcuno che viveva da solo o che aveva più di 65 anni.
La popolazione era distribuita con il 21,5% minori di 18 anni, il 6,5% dai 18 ai 24 anni, il 31,7% fra i 25 e i 44 anni, il 24,0% dai 45 ai 64 anni, e il 16,4% che avevano più di 65 anni. L'età media era di 40 anni. C'erano 87,6 maschi per ogni 100 donne e per ogni 100 femmine dai 18 anni in su, c'erano 83,2 maschi.
Il reddito medio di un nucleo famigliare era di 43451 $ e il reddito medio per una famiglia era 46393 $. I maschi avevano un reddito medio di 39578 $ contro 34044 $ per le femmine. Il reddito pro capite era di 22191 $. Circa il 5,0% delle famiglie e il 5,5% della popolazione era sotto la soglia di povertà, di cui il 5,8% erano persone sotto i 18 anni e l'8,3% erano persone che avevano più di 65 anni.

## Governo

### Governo Locale
Neptune City è governata con la forma di borough dell'ordinamento del governo locale del New Jersey. Il governo è composto dal sindaco e dal Consiglio comunale composto da sei membri del consiglio, con tutte le cariche elettive. Il sindaco è eletto direttamente dagli elettori per un mandato di quattro anni di carica. Il consiglio comunale è composto da sei membri eletti per un mandato di tre anni.
Dal 2008, il sindaco del comune di Neptune City è Thomas Arnone; i membri del Consiglio sono Robert Brown, Larry Cross, Charles Hartl, Susan Mitchell, Rick Pryor e Barbara Shafer.

### Rappresentanza federale, statale e della contea
Neptune City è nel sesto distretto del Congresso e fa parte dell'11º Distretto Legislativo del New Jersey.
Il sesto distretto del Congresso è rappresentato da Frank Pallone (D, Long Branch). Il New Jersey è rappresentato al Senato da Frank Lautenberg (D, Cliffside Park) e da Bob Menendez (D, Hoboken).
L'11º Distretto Legislativo della New Jersey Legislature è rappresentato nel Senato del New Jersey da Sean T. Kean (R, Wall Township), nell'Assemblea Generale del New Jersey da Mary Pat Angelini (R, Ocean Township) e da Dave Rible (R, Wall Township). Il Governatore del New Jersey è Chris Christie (R, Mendham). Il Tenente Governatore del New Jersey è Kim Guadagno (R, Monmouth Beach).

## Istruzione
Il Neptune City School District prepara gli studenti dalla scuola materna fino all'ottavo grado. Woodrow Wilson School ha preparato 402 studenti dall'anno scolastico 2005-2006.
Prima che Woodrow Wilson School fosse costruita, gli studenti frequentavano la Roosevelt School che si trovava dove Joe Freda Park sulla Third Avenue si trova ora. La scuola fu demolita a causa di riparazioni.

## Cultura

### Religione
Neptune City ha solo una chiesa, la Memorial United Methodist Church.

### Svaghi
Il Neptune City Community Center è un centro di attività della città. Molti adulti e bambini frequentano il centro ricreativo. Hanno a disposizione una palestra, una stanza per i giochi, una stanza per gli esercizi, una stanza per il computer, una stanza per la televisione, e una stanza per le occasioni speciali. Neptune City possiede inoltre 4 parchi: Memorial Park che si trova lungo Shark River; Laird Avenue Park, il primo parco giochi costruito a Neptune City; Joe Freida Park, che si trova sulla Third Avenue; e Adams Field, che si trova sulla West Sylvania Avenue.

## Luoghi per famiglie

### Il Golden Star Diner
Il Golden Star Diner, situato sulla 35ª Highway e la Steiner Avenue a Neptune City, NJ, è stata l'icona e l'entrata di Neptune City per 37 anni. Fu costruito a New Rochelle, NY, dalla DeRaffle Dining Car Company e poi spedito al Jersey Shore nel 1972. Originariamente era chiamato S.S. Queen, e poi cambiato in Star Brite, e poi definitivamente cambiato in The Golden Star (La Stella d'Oro). Negli anni ottanta si faceva un grande falò per la Vigilia di Natale. Una stufa è stata lasciata lì in seguito ad una festa natalizia, causando un incendio all'edificio. A causa del fuoco, le vetrate della parte anteriore sono state distrutte. Il Golden Star Diner è stato definitivamente chiuso nel 2006 a causa di una "mancanza di aiuto" ed è stata demolito nel 2010 per costruire un centro commerciale 4-store.